# الخربة (ظلم)

تعديل مصدري - تعديل

الخربة محلة تابعة لقرية ظلم، التابعة لعزلة ظلم بمديرية النادرة إحدى مديريات محافظة إب في الجمهورية اليمنية، بلغ تعداد سكانها 114 حسب تعداد اليمن لعام 2004.